# Червен змиеглав
Червеният змиеглав (Channa micropeltes) е вид бодлоперка от семейство Channidae. Видът не е застрашен от изчезване.

## Разпространение и местообитание
Разпространен е във Виетнам, Индонезия (Калимантан, Суматра и Ява), Камбоджа, Малайзия (Западна Малайзия и Саравак), Мианмар (Коко острови), Сингапур и Тайланд.
Обитава сладководни басейни, реки и канали.

## Описание
На дължина достигат до 1,3 m, а теглото им е максимум 20 kg.
Популацията на вида е стабилна.